# North Country
North Country – osada w Anglii, w hrabstwie Kornwalii, w dystrykcie (unitary authority) Kornwalia. Leży 1 km od miasta Redruth, 13,7 km od miasta Truro i 389,1 km od Londynu. W 2015 miejscowość liczyła 785 mieszkańców.